# Александра Младеновић
Александра Младеновић (Житорађа, 2. јун 1994) српска је певачица. Истакла се учешћем у десетој сезони певачког такмичења Звезде Гранда (2015—2016).

## Биографија
Године 2005. се први пут пријавила за такмичење Звезде Гранда. У сезони 2015/16 поново је учествовала у овом музичком шоу програму. Стигла је до суперфинала и најбоље се пласирала од женских извођача. 2016. године је снимила своју прву песму чији је назив Мој си нек’ си најгори. Идуће године избацује сингл Љубав или лудило за Гранд продукцију с којом остварује велики успех, а потом сарађује са МС Стојаном, са којим је снимила песму Чекај, чекај. Године 2018. објавила је песме Нема љубави да није болела и Само ми судите поштено које ће се наћи на новом албуму.

## Дискографија
Албуми
- Посебан (2019, Grand Production)
- Представа (2023, IDJ Tunes)

### Синглови
- Мој си нек’ си најгори (2016)
- Љубав или лудило (2017)
- Чекај, чекај (дует са МС Стојаном) (2017)
- Нема љубави да није болела (2018)
- Само ми судите поштено (2018)
- Јача сам од тебе (2018)
- Посебан (2019)
- Волим га (дует са Андреана Чекић) (2022)
- Голубице моја мила ( са Динчом и дечјим хором Храма Светог Георгија) (2024)

### Видеографија
| Спот                              | Година | Режисер                       |
| --------------------------------- | ------ | ----------------------------- |
| Љубав или лудило                  | 2017.  | Марко Тодоровић               |
| Чекај, чекај                      | 2017.  | Давид Љубеновић               |
| Нема љубави да није болела        | 2018.  | Марко Тодоровић               |
| Само ми судите поштено            | 2018.  | Дејан Милићевић               |
| Јача сам од тебе                  | 2018.  | Душан Јауковић                |
| Посебан                           | 2019.  | Андреј Илић                   |
| Poseban - (Acoustic Version 2019) | 2019.  | —                             |
| Сунце моје                        | 2019.  | Марко Тодоровић               |
| Готова ствар                      | 2019.  | Марко Тодоровић               |
| Кутија за бол                     | 2019.  | Немања Новаковић              |
| Камо среће да се мање волимо      | 2020.  | Душан Петровић                |
| Ти мени,ја теби                   | 2021.  | Дејан Милићевић               |
| Звона Нотр Дама                   | 2021.  | Александар Аврамов            |
| Доживотно                         | 2022.  | Дејан Милићевић               |
| Сећања                            | 2022.  | Љуба Радојевић                |
| Волим га                          | 2022   | Немања Новаковић              |
| Ничија                            | 2023   | Александра Ковач,Милош Кодемо |
| Ја не пијем мама                  | 2023   | Toxic                         |
| Нож у леђа                        | 2023   | Toxic                         |
| Ево ево                           | 2023   | Дејан Милићевић               |
| Тајминг                           | 2023   | Дејан Милићевић               |
| Шамар                             | 2023   | Toxic                         |
| Хладне кише                       | 2023   | Дејан Милићевић               |
| Ретроградни меркур                | 2023   | Toxic                         |
| Представа                         | 2023   | Toxic                         |